# Relaxation-oscillator

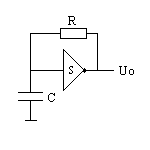
Astabil multivibrator med Shmittrigger-inverterare

En relaxation-oscillator kan vara uppbyggd enligt bilden som visar en astabil multivibrator med hjälp av en Schmittrigger-inverterare modell 74HC14. Den inbyggda hysteresen i 74HC14 gör att man bara behöver koppla ett motstånd (R) och en kondensator (C) för att få en självsvängande krets, kallad astabil multivibrator.

Enkel relaxationsoscillator utförd genom att mata tillbaka en inverterande Schmittriggers utspänning genom ett RC-nätverk till dess ingång.

Inom elektronik är en relaxationsoscillator en olinjär elektronisk oscillatorkrets som producerar en ickssinusformad repetitiv utsignal, som en triangelvåg eller fyrkantsvåg. Kretsen består av en återkopplingsslinga som innehåller en omkopplingsanordning som en transistor, komparator, relä, operationsförstärkare, eller en negativ motståndsanordning som en tunneldiod, som upprepat laddar en kondensator eller induktor, för att sedan åter nå en urladdningsresistans. Oscillatorns period beror på tidskonstanten för kondensatorn eller induktorkretsen. Den aktiva enheten växlar abrupt mellan laddnings- och urladdningslägen och producerar således en diskontinuerligt föränderlig repetitiv vågform. Detta står i kontrast till den andra typen av elektronisk oscillator, den harmoniska eller linjära oscillatorn, som använder en förstärkare med återkoppling för att generera resonanssvängningar i en resonator, som producerar en sinusvåg.

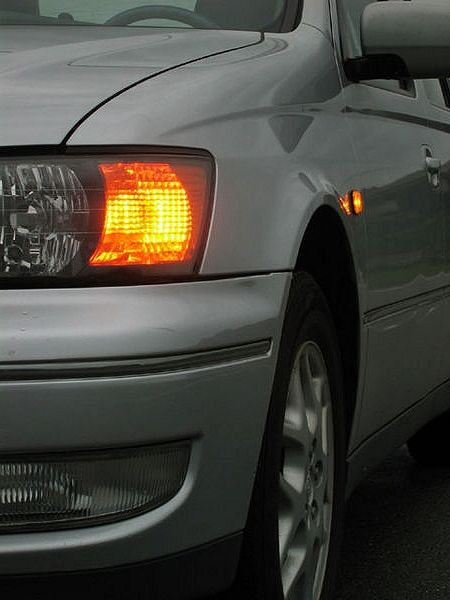
Den blinkande blinkern på vissa motorfordon genereras av en enkel relaxation-oscillator som driver ett relä.

Relaxationsoscillatorer kan användas för ett brett spektrum av frekvenser, men eftersom de är en av de oscillatortyper som är lämpade för låga frekvenser, nedanför ljud, används de vanligtvis för tillämpningar som blinkande ljus (blinkers) och elektroniska ljudsignaler, såväl som spänningsstyrda oscillatorer (VCO), inverter, växelriktare, växling, pulserande strömförsörjning, analog-digital-strömomvandlare och funktionsgeneratorer. 
Termen relaxationsoscillator, även om den ofta används inom elektronikteknik, tillämpas också inom många olika vetenskapsområden på dynamiska system som producerar olinjära svängningar och kan analyseras med samma matematiska modell som elektroniska relaxationsoscillatorer. Till exempel geotermiska gejsrar, nätverk av avfyrande nervceller, termostatstyrda värmesystem, kopplade kemiska reaktioner, det bultande människohjärtat, jordbävning, gnisslande av krita på en svart tavla, de cykliska populationerna av rovdjur och bytesdjur och genaktiveringssystem har modellerats som relaxationsoscillatorer. Relaxationssvängningar kännetecknas av två alternerande processer i olika tidsskalor: en lång relaxationsperiod under vilken systemet närmar sig en jämviktspunkt, omväxlande med en kort impulsiv period där jämviktspunkten skiftar. Perioden för en relaxationsoscillator bestäms huvudsakligen av relaxationstidskonstanten.  Relaxationssvängningar är en typ av gränscykel och studeras i ickelinjär kontrollteori.

## Elektroniska relaxationsoscillatorer

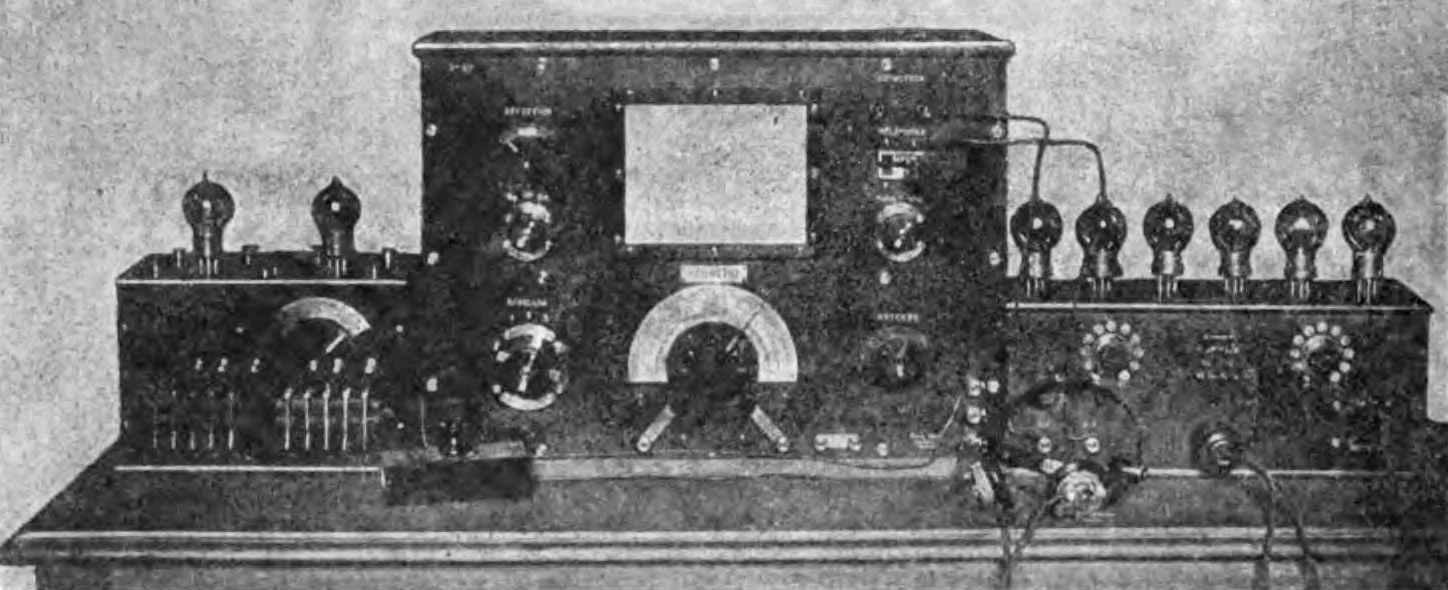
En vakuumrörs Abraham-Bloch multivibrator relaxations-oscillator, Frankrike, 1920 (liten låda, vänster). Dess övertoner används för att kalibrera en vågmätare (mitten).

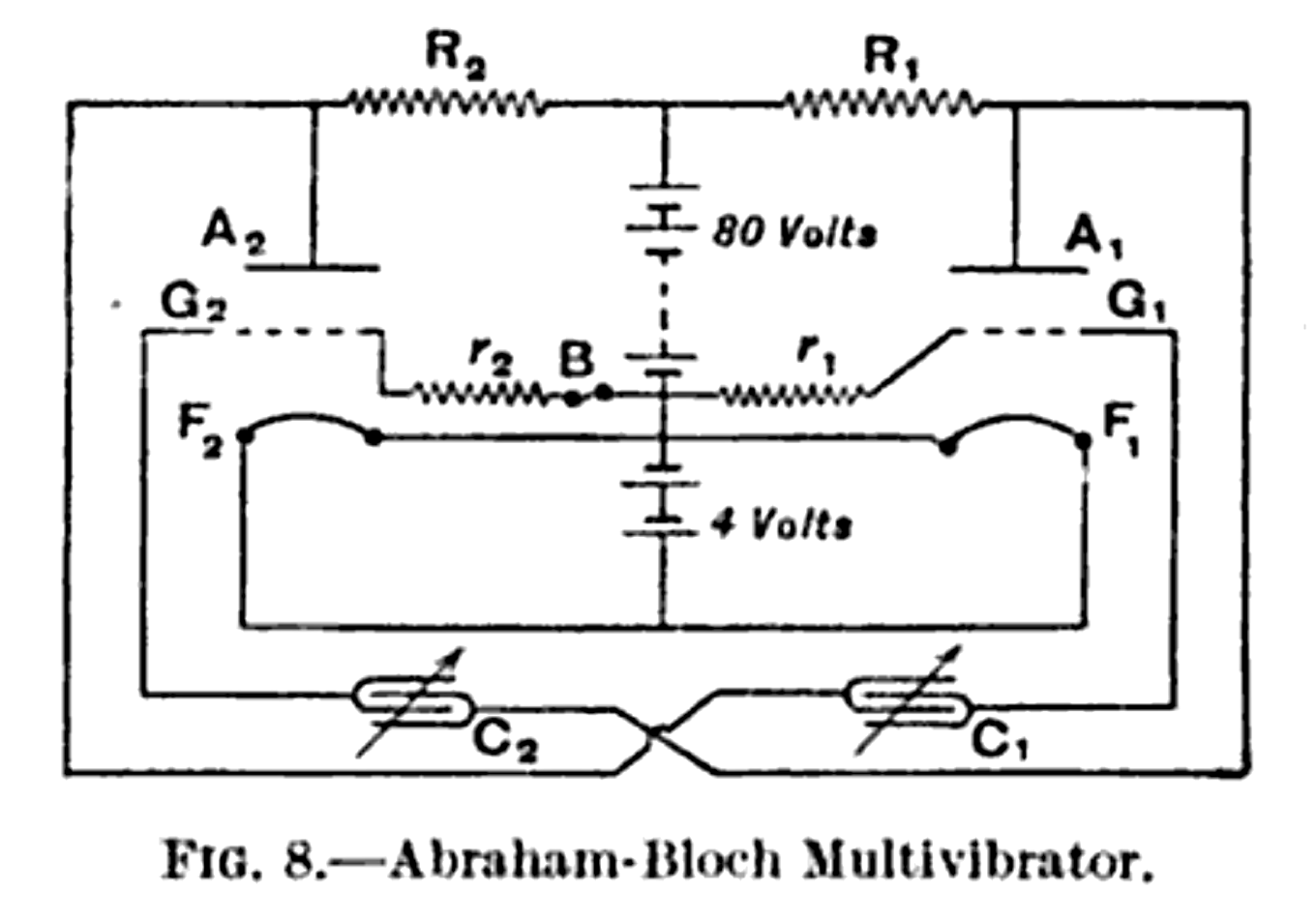
Original vakuumrörs Abraham-Bloch multivibratoroscillator, från deras rapport 1919.

Den första relaxationsoscillatorkretsen, den astabila multivibratorn, uppfanns av Henri Abraham och Eugene Bloch med hjälp av vakuumrör under första världskriget. Balthasar van der Pol särskiljde först relaxationsoscillationer från harmoniska svängningar, skapade termen "relaxationsoscillator" och härledde den första matematiska modellen av en relaxationsoscillator, den inflytelserika Van der Pol-oscillatormodellen, 1920. Van der Pol lånade termen relaxation från mekanik där urladdningen av kondensatorn är analog med processen för stressavslappning, det gradvisa försvinnandet av deformation och återgång till jämvikt i ett oelastiskt medium. Relaxationsoscillatorer kan delas in i två klasser
- Oscillator med sågtand, svep eller tillbakagång: I denna typ laddas energilagringskondensatorn långsamt men laddas ur snabbt, i huvudsak omedelbart, genom en kortslutning genom omkopplingsanordningen. Det finns alltså bara en "ramp" i den utgående vågformen som tar upp praktiskt taget hela perioden. Spänningen över kondensatorn närmar sig en sågtandsvåg, medan strömmen genom omkopplingsanordningen är en serie av korta pulser.
- Astabil multivibrator: I denna typ laddas och urladdas kondensatorn långsamt genom ett motstånd, så den utgående vågformen består av två delar, en ökande ramp och en minskande ramp. Spänningen över kondensatorn approximerar en triangelvågform

, medan strömmen genom omkopplingsanordningen approximerar en fyrkantsvåg.
Före tillkomsten av mikroelektronik använde enkla relaxationsoscillatorer ofta en negativ resistansanordning med hysteres som ett tyratronrör, neonlampa, eller unijunction transistor, men idag är de oftare byggda med dedikerade integrerade kretsar som 555 timer IC.

## Användning
Relaxationsoscillatorer används vanligtvis för att producera lågfrekventa signaler för sådana tillämpningar som blinkande ljus och elektroniska ljudsignaler. Under vakuumrörstiden användes de som oscillatorer i elektroniska organ och horisontella avböjningskretsar och tidsbaser för CRT-oscilloskop; en av de vanligaste var Miller-integratorkretsen som uppfanns av Alan Blumlein, som använde vakuumrör som en konstant strömkälla för att producera en mycket linjär ramp. De används också i spänningsstyrda oscillatorer (VCOs), växelriktare och pulserande strömförsörjningar, analog- till digitalomvandlare med dubbla lutning och i funktionsgeneratorer för att producera fyrkants- och triangelvågor. Relaxationsoscillatorer används ofta eftersom de är lättare att konstruera än linjära oscillatorer, är lättare att tillverka på integrerade kretschips eftersom de inte kräver induktorer som LC-oscillatorer, och kan ställas in över ett brett frekvensområde. De har dock mer fasbrus och sämre frekvensstabilitet än linjära oscillatorer.